# Helen Zoutová
Helen Marie Zoutová (nepřechýleně Helen Zout; * 1957) je argentinská fotografka. Zoutová sídlí a tvoří v Buenos Aires v Argentině.

## Životopis
Její nejznámější díla se týkají zmizení provedených vojenskou diktaturou v Argentině v letech 1974 až 1983. Její dílo je zařazeno do sbírky Národního muzea výtvarného umění a Muzea umění v Houstonu.
V roce 2002 jí bylo uděleno Guggenheimovo stipendium.